# ناتالیا گوردینکو
ناتالیا گوردینکو (به انگلیسی: Natalia Gordienko) (زاده ۱۱ دسامبر ۱۹۸۷) خواننده اهل مولداوی است.
او در مسابقه آواز یوروویژن ۲۰۰۶ به همراه آرسینه تودیراس نماینده مولداوی بود.
او همچنین نماینده مولداوی در یوروویژن ۲۰۲۱ بود.